# Euagrus
Euagrus là một chi nhện trong họ Dipluridae.